# El Vilar de la Font de l'Abelló
Vilars és una partida de la Selva del Camp, on s'han localitzat algunes restes romanes o vilars. El Vilar de la Font de l'Abelló, localitzat el segle xix, està format per objectes de terrissa, pedra, monedes imperials, peces escultòriques i indicis d'habitacions residencials amb restes de paviments i canonades de plom, i alguns enterraments d'inhumació amb sepulcres de tègules i àmfores d'època baix imperial. També hi ha restes d'una cisterna i paviments d'opus signinum.
En el Mas de Bertran va aparèixer un fragment de paviment de mosaic, restes d'estructures i clavegueram i ceràmica, de la qual esmenta una àmfora. En el camí del mas aparegueren sepultures, possiblement romanes, prop del paviment.
Aquest jaciment deu estar relacionat amb el Vilar de la Quadra del Paborde, situat a uns 500 metres. A la vora de la Riera s'observen diversos murs enlluïts i pel voltant es va recollir ceràmica d'època romana. El nom prové d'un antic mas destruït el segle xx i identificat amb la Quadra Vella del Paborde.
https://www.calaix.cat/handle/10687/97888%5BEnllaç+no+actiu%5D